# Criminali (singolo)
Criminali è un singolo dei rapper italiani Massimo Pericolo, Speranza e Barracano, pubblicato il 22 ottobre 2019.

## Tracce
1. Criminali – 4:01